# Michal Krčmář
Michal Krčmář (n. 23 ianuarie 1991, Vrchlabí⁠(d), Hradec Králové, Cehia) este un biatlonist ce a reprezentat Cehia, medaliat olimpic. A participat la 3 ediții ale Jocurilor Olimpice (2014, 2018, 2022) în care a câștigat o medalie de argint.